# Contra nuestra voluntad
Contra nuestra voluntad (en inglés Against Our Will: Men, Women and Rape) es un libro de 1975 sobre la violación escrito por la periodista y activista feminista estadounidense Susan Brownmiller. El libro estudia la violación desde campos tan diversos como el psicoanálisis, la sociología, la criminología, la ley, y se adentra en su historia y regulación desde la prehistoria hasta 1970, abarcando tiempos y lugares tan distantes como la antigua Grecia y Palestina, la Europa medieval, Bangladés y Zaire en el siglo XX, así como los EE. UU. desde la Guerra de la Independencia hasta la década de 1970.
Brownmiller afirma en el libro que la violación no era una cuestión pasional sino un problema político, un acto de poder, y denunció su utilización para controlar a las mujeres como «arma de guerra», también argumenta que la violación había sido previamente definida por hombres en lugar de mujeres, y que los hombres la usan como un medio para perpetuar el dominio masculino al mantener a todas las mujeres en un estado de miedo. Al explicar cómo llegó a escribirlo, dice: "Escribí este libro porque soy una mujer que cambió de opinión sobre la violación", ella recuerda su renuencia inicial a ver la violación como un problema feminista y cómo sus puntos de vista cambiaron a través de su participación en el movimiento de mujeres. De ver la violación como un "crimen sexual, producto de una mente enferma y trastornada, pasó a verla como un crimen político, un crimen contra la mujer".
Tras su publicación, Brownmiller fue considerada por la revista Time una de las mujeres del año, la Biblioteca Pública de Nueva York seleccionó Against Our Will como uno de los 100 libros más importantes del siglo XX, algunos piensan que influyó en el cambio de opinión sobre la violación y su regulación en Estados Unidos; y en 2017, su trabajo fue recuperado y especialmente reconocido a raíz del movimiento MeToo. Contra nuestra voluntad ha atraído una gran cantidad de críticas tanto positivas como negativas, según el académico y escritor Stevi Jackson el libro "es el tratamiento feminista más completo que se haya publicado en ese momento, y en su amplitud y alcance aún no ha sido superado; si bien los argumentos de Brownmiller pueden tener fallas en algunos lugares, pero Against Our Will merece su lugar como un clásico feminista". La escritora Bell Hooks y la profesora Angela Davis acusan a Brownmiller de estar en connivencia con el racismo, y además se ha criticado como esencialista pues algunas frases en el libro considera que todos los hombres tienen una necesidad innata de subyugar a las mujeres

## Antecedentes
Hasta los años 1970 la violación estaba considerada un estigma y se vivía en silencio e incluso antes del movimiento feminista, no se hablaba del tema ya que finalmente cuando la víctima pudiera buscar ayuda se encontraría con la culpa y la sospecha. El libro de Brownmiller formó parte de un esfuerzo del movimiento feminista para cambiar las leyes y las actitudes públicas, y para transformar una cultura que subestimaba la autonomía corporal de las mujeres. Against Our Will se publicó justo cuando las activistas contra la violación comenzaron a crear centros de crisis, líneas directas, clases de autodefensa y otras formas de apoyo para las sobrevivientes de violación.
La idea de escribir el libro surgió del activismo, cuando en el grupo de concienciación al que ella pertenecía a principios de los 70, las Feministas Radicales de Nueva York, una miembro del grupo Diane Crothers llegó con una copia de la revista feminista de Berkeley It Is not Me Babe, que a principios de ese año había impreso un largo relato de una joven artista que había sido violada por dos veteranos de Vietnam mientras estaba haciendo autoestop para regresar a casa tras su primera reunión de mujeres. Crothers defendió que la violación era un tema feminista importante y que debía ser explorado por el grupo. En un principio Brownmiller no estaba convencida porque creía como mucha gente que la violación era algo que cualquier mujer alerta podía evitar si lo intentaba. Una de las mujeres presentes en la reunión, Sarah Pines empezó a describir entonces cómo también había sido violada cuando hacía autoestop. Lo peor, explicó, fue cuando fue a la policía y se burlaron.
Brownmiller empezó a trabajar en el libro en 1971. Ayudó a organizar una declaración del New York Radical Feminists sobre violación el 24 de enero de 1971 y una Conferencia del New York Radical Feminists sobre violación que se celebró el 17 de abril de 1971 en la que participaron unas 30 mujeres que explicaron sus experiencias abarcando desde el acoso callejero a la violación. Estudió la violación a lo largo de la historia, desde los primeros códigos de la ley humana hasta los tiempos modernos. Recolectó recortes para encontrar patrones en la forma en que se reporta la violación en varios tipos de periódicos, analizó representaciones de violaciones en la literatura, películas y música popular, y evaluó las estadísticas del crimen. Pasó meses investigando en la Biblioteca Pública de Nueva York la documentación sobre las dos guerras mundiales en el apartado recogido con el genérico de "atrocidades". Finalmente publicó el libro en 1975

## Resumen
Contra nuestra voluntad denuncia que los hombres usan la violación como un medio para perpetuar el dominio masculino al mantener a todas las mujeres en un estado de miedo, "El descubrimiento del hombre de que sus genitales podrían servir como un arma para generar miedo", escribió, "debe figurar como uno de los descubrimientos más importantes de los tiempos prehistóricos, junto con el uso del fuego y el primer hacha de piedra". La coacción sexual, y la amenaza de su posibilidad, en la calle, en el trabajo y en el hogar, descubrió, es menos una cuestión de lujuria frenética que un ejercicio deliberado de poder físico, una declaración de superioridad "diseñada para intimidar e inspirar miedo".
Brownmiller identificó una serie de mitos profundamente arraigados sobre la violación: que está motivada por la lujuria masculina incontrolable en lugar de la violencia, que la sexualidad femenina es intrínsecamente masoquista e invita a la violación y que las mujeres "lloran la violación con facilidad y alegría" y ofreció un contra discurso coherente sobre la violación, reformulándola como un acto de poder, incluso terrorismo masivo, que tuvo como consecuencia el control del comportamiento femenino. En otras palabras, Brownmiller argumentó que la violación era fundamental para la dominación patriarcal de las mujeres.

### Capítulo 1: La psicología de masas de la violación: introducción.
El capítulo 1 comienza con una alusión a Richard Freiherr von Krafft-Ebing, psiquiatra austro-alemán quien, en su obra, al hablar de violación, “despacha con sorprendente pasividad el acto y sus perpetradores”. Luego, Brownmiller señala que tanto Sigmund Freud, como su discípulo, Alfred Adler, guardaron silencio ante el tema de la violación, aunque este último reconocía la lucha por el poder entre mujeres y hombres. Con otros discípulos de Freud, sucedió lo mismo, Carl Gustav Jung soslaya la interpretación profunda y valora el fenómeno desde la mitología; en tanto las pioneras psicoanalistas como Helene Deutsch, la primera mujer especializada en psicoanálisis, y Karen Horney, cerraron los ojos ante una valoración profunda de la perspectiva de la mujer.
Igual sucedió con Carlos Marx  y Federico Engels, quienes permanecieron “curiosamente mudos acerca de la violación, incapaces de insertarla dentro del esquema de sus construcciones económicas”. Sólo Augusto Bebel, uno de los fundadores del partido social demócrata alemán, en su obra, la mujer bajo el socialismo alemán, habló de la forma en que las mujeres se convirtieron, tras las luchas por poder y riqueza, en “trabajadoras y objetos de placer para el conquistador”. Fue Wilhelm Reich, que la autora señala de “consumido por la ira hacia Hitler, Marx y Freud" quién en el capítulo inicial de su obra la revolución sexual, clama por un análisis más amplio del fenómeno.
Brownmiller comienza su estudio de la violación desde los albores de la prehistoria humana, especulando que la violación tuvo su origen en los primeros días de la evolución de los homínidos, cuando el hombre se dio cuenta de que "sus genitales podían servir como arma para generar miedo" este fue "uno de los descubrimientos más importantes de la prehistoria", también afirma que "una de las primeras formas de vinculación masculina debe haber sido la violación en grupo de una mujer por parte de una banda de hombres merodeadores" Ella escribe que, hasta donde ella sabe, ningún zoólogo ha observado jamás que los animales violen en su hábitat natural.

### Capítulo 2: El comienzo fue la ley.
El segundo capítulo es abundante en alusiones bíblicas, la autora señala que “La violación entró en la ley por la puerta trasera como un crimen de propiedad cometido por el hombre contra el hombre. Por supuesto las mujeres eran la propiedad". Acto seguido la autora entra en una serie de comparaciones entre el Código de Hammurabi y la Ley de Moisés, anotando, que tanto entre los babilonios como entre los hebreos a menudo la culpa de la violación recaía sobre la violada, aunque a veces eran muertos, por castigo, el violador y la violada.
Comenta que en el Evangelio de San Juan aparece el perdón a la adúltera en el célebre episodio donde Jesús conmina a arrojar la “primera piedra” al libre de pecado. Escribe como la mujer era inculpada por descarte en numerosos casos y se da el ejemplo de la esposa de Putifar que intentó seducir a José. Poco a poco se fueron ganando avances y llegó el momento en que a la mujer violada se la compensaba en dinero, una especie de prostitución forzada, aunque, el teólogo judío Maimónides se opuso a tal “progreso”. Brownmiller examina también la severidad de las penas por violación en tiempo del rey Guillermo el Conquistador. La importancia del rapto en las tradiciones, y del célebre derecho de pernada, mediante el cual un señor disponía de la virginidad de la esposa de su vasallo.

### Capítulo 3: Guerra.
El tercer capítulo expone la violación como delito de guerra, comienza a partir de interpretaciones del famoso rapto de Helena, comenta las divergencias entre Aquiles y Agamenón por disputas de posesión sobre mujeres. Relata el rapto de las sabinas en la legendaria fundación de Roma y elogia al rey ostrogodo Totila, quien al tomar Roma en 546 d. C. prohibió a sus tropas la violación de mujeres romanas, y lo llama un “hombre adelantado a su tiempo”.  Posteriormente se estudian las violaciones de los alemanes contra las mujeres belgas, en la Primera Guerra Mundial, de los nazis contra las judías, y luego contra las rusas, en la Segunda Guerra Mundial, y  las violaciones del Ejército Rojo contra las mujeres germanas en la contraofensiva soviética sobre Berlín, así como los abusos de las fuerzas aliadas. La autora también analiza la creación de burdeles en las zonas de guerra donde las mujeres eran sometidas a una prostitución forzada
Expone, las violaciones que los japoneses cometieron en China, donde se estimó que se produjeron 20.000 violaciones en el primer mes de la ocupación japonesa de Nankín, y más adelante las violaciones que los paquistaníes cometieron contra las bengalíes en la guerra de liberación de Bangladés, que finalizó con la intervención de la India, millones de personas murieron y cientos de miles de mujeres fueron violadas con temibles secuelas como el posterior rechazo de sus maridos, las infecciónes de trasmisión sexual y la segregación a los hijos nacidos de la violación masiva.
Luego se adentra en la guerra de Vietnam examinando los trabajos del periodista neozelandés Peter Arnnet, se exponen los actos de violación cometidos por los soldados de Estados Unidos en Vietnam que a menudo tomaron la forma de violación en grupo, acompañada de otras formas de tortura y brutalidad (mutilación de los senos, botellas, estacas y otros objetos introducidos en la vagina de las mujeres, etc.). Posteriormente se analiza la creación de burdeles de guerra y la matanza de My Lai (ordenada el teniente primero William Laws Calley jr), e incluye un comentario de Arnett y su esposa vietnamita según el cual los americanos se portaron mejor que los franceses, los mercenarios de los franceses o los japoneses.

### Capítulo 4: Motines, pogromos y revoluciones.
En el capítulo 4 se muestran una serie de violaciones cometidas durante la Revolución Americana, en los Pogromos, persecuciones violentas contra los judíos especialmente en Rusia, y con los hostigamientos a las comunidades mormonas en los Estados Unidos. También se analiza las violaciones grupales de los blancos contra mujeres negras, en el Sur de la Unión Americana por parte de los miembros del Ku Klux Klan y las de los negros contra mujeres blancas durante la emancipación del Congo. El común denominador siempre es la invalidación de la perspectiva femenina en las dinámicas conflictivas y el sinnúmero de violaciones que en el marco de tales procesos históricos acontecieron.

### Capítulo 5: Dos estudios de historias americanas.
En este capítulo se exponen los crímenes cometidos por los blancos de Estados Unidos en contra de los pueblos indígenas y las violaciones contra sus mujeres, así como la venganza de los indígenas y el relato de mujeres blancas raptadas por ellos, aunque la autora afirma que la violación no era una práctica común entre los indígenas y especula que en parte se debe a que algunas tribus tienen sociedades matriarcales o matriliniales, posteriormente se analiza la situación de las mujeres negras que en su condición de esclavas fueron oprimidas no solo laboralmente sino también sexualmente al ser violadas continuamente por los eslcavistas y utilizadas como reporductoras de esclavos. Escribió “Como fue la clase esclavista la que creó el lenguaje y escribió las leyes concernientes a la esclavitud, no es sorprendente que no existiera el concepto de violación en lo que se refería a una esclava”. También se señala que al validar las nociones abolicionistas las mujeres blancas de los grupos humanos afines a dicha causa entraban en terreno espinoso pues cuestionar las actitudes masculinas al respecto era discutir la fantasía perversa más popular de todas, la del amo y la esclava.

### Capítulo 6: El violador «fichado» por la policía.
Este capítulo empieza señalando que “una violación de cada cinco o posiblemente de cada veinte son realmente denunciadas”, luego la autora denuncia los sesgos de los psicoanalistas al identificar al violador como un perverso “Yo agregaría —dice— que ese era el retrato del violador favorito de los freudianos, aquel a quien sentían que podían tratar”. La autora se enfoca en la relación entre la violación detonada por lazos masculinos de camaradería, se escrutina detalladamente la psicología de las pandillas, en la acometida de proezas agresivas contra las mujeres.
Los hombres jóvenes, de clase trabajadora y negros están sobrerrepresentados aquí como lo están en otras áreas de las estadísticas criminales, esto no significa que todos los violadores se ajusten a este perfil, solo aquellos que son atrapados. Brownmiller señala repetidamente que las estadísticas oficiales sobre violaciones no son totalmente representativas y, por lo tanto, deben interpretarse con cautela.
Brownmiller prosigue analizando a los violadores asesinos, dando por sentado que Albert Henry DeSalvo fue el estrangulador de Boston, al final del capítulo la escritora expresa que sin violadores las mujeres se moverían libremente en el mundo, y los compara con los mirmidones las tropas leales a Aquiles en la guerra de Troya, feroces anónimos capaces de intimidar a quien se les pusiera en frente. Para Brownmiller los violadores le sirven como mirmidones al resto de los hombres que disfrutan de algunos beneficios generales de sujeción de las mujeres en razón de la existencia de estos amenazantes anónimos.

### Capítulo 7: Una cuestión de raza.
El capítulo 7 se centra en la violación interracial, el objeto principal de su análisis aquí es la violación de mujeres blancas por parte de hombres negros, se analiza en menor medida la violación de mujeres negras por hombres blancos, Brownmiller caracteriza este fenómeno como "la encrucijada del racismo y el sexismo". La autora considera la dura justicia que se les da a los hombres negros acusados de violación; desde el linchamiento hasta el indebido proceso legal, los hombres negros acusados de violar a mujeres blancas son castigados mucho más severamente que cualquier otro violador, dice ella es "un hecho histórico indiscutible".
Ella está interesada en las razones de esto, las formas en que los hombres blancos, especialmente en el sur, han sido perseguidos por el espectro de hombres negros que violan a "sus" mujeres: en otras palabras, que los oprimidos puedan levantarse y apoderarse de sus bienes más preciados. Ella llama a esto "el código de propiedad del hombre blanco del sur" y argumenta que ha sido parte integral de la subyugación de mujeres (blancas y negras) y hombres negros.
Brownmiller también escribe sobre las falsas acusaciones de violación contra hombres negros, documentando casos en los que hombres negros han sido acusados de delitos cometidos por hombres blancos o en los que mujeres blancas involucradas en relaciones sexuales consentidas con hombres negros han denunciado la violación como un acto de autopreservación personal. La autora analiza varios casos célebres como el de Emmett Till, un chico negro de 14 años asesinado en 1955 por silbar a una mujer blanca, Brownmiller calificó el silbido como "un insulto deliberado justo antes del ataque físico", también se muestra crítica con la izquierda que defendió a los hombres negros acusados, ya que estos activistas solían atacar la reputación de las mujeres para tratar de lograr la libretad de los acusados, y según la autora, los activistas de izquierda le daban más importancia a la violación cuando la víctima era negra y el violador blanco.
Por otro lado la autora señala que algunos radicales negros parecen empeñados en cumplir el estereotipo del violador negro y, por lo tanto, ellos mismos juegan un papel en el mantenimiento de la división entre los hombres negros y las mujeres blancas. Ella sugiere que una forma en que los hombres negros han expresado su desafío hacia la sociedad blanca es amenazando los derechos exclusivos de los hombres blancos sobre "sus" mujeres. Se enfrenta a esos hombres radicales negros que, como Eldridge Cleaver, definieron la violación de mujeres blancas como un "acto insurreccional" deliberado, una protesta contra el abuso histórico de mujeres negras por parte de hombres blancos, un acto de venganza.

### Capítulo 8: Poder: institución y autoridad.
En el capítulo 8, ella señala que si bien "toda violación es un ejercicio de poder... algunos hombres tienen una ventaja" porque "operan dentro de un entorno institucional que les beneficia y en el que la víctima tiene pocas posibilidades de reparar su agravio". La autora examina la dificultad de las violaciones en citas, entre conocidos, por cuanto casi siempre se presume incitación de parte de la mujer. Asimismo examina la feminización de los hombres físicamente débiles y atractivos en las cárceles, comenta también la sorpresa que experimentaron algunos investigadores al saber que el hombre que viola a otro hombre en la cárcel no se considera a sí mismo homosexual, la violación recae en hombres feminizados. Expone también todo el problema que representa la violación cometida por policías, o por padres en tanto figuras de autoridad, por lo general son conductas que a la ley le cuesta trabajo penar so pena de socavar las bases patriarcales de la autoridad. A este tenor, apunta Browniller que: “si la mujer fue la propiedad corporal original del hombre, los niños eran y son subsidiarios totalmente poseídos”.
El abuso sexual de niños es mucho más común de lo que generalmente se cree, por lo general continúa durante un período de tiempo en lugar de limitarse a un solo caso, y es perpetrado por hombres "normales" conocidos por el niño en lugar de por una pequeña población de "pervertidos" identificables. También llama nuestra atención sobre el poder institucionalizado de los padres sobre sus hijos, la renuencia de la ley a interferir en el mundo "privado" de la familia y el ocultamiento de violaciones y abusos bajo el título de "incesto".

### Capítulo 9: El mito del violador heroico.
El capítulo arranca refiriendo lo poco sensibles que son los mitos al drama de las mujeres. Se detiene en la versión del mito de la joven cenis quien fuera violada por Poseidón y a la cual el Dios concedió como compensación reparadora la petición de transformarse en hombre, se expone mitos históricos y literarios como el James Bond de Ian Fleming, y Gilles de Rais, noble francés que abuso y asesinó múltiples niños y adolescentes, personaje que el cuentista Charles Perrault, adoptó literariamente en el cuento clásico llamado barba azul. La autora disputa el embellecimiento que han sufrido en la leyenda bandidos de todo tipo, reales y ficticios, románticamente adornados por el manto del heroísmo, desde Dick Turpin, Jack el destripador hasta Pancho Villa y el joven Alex  protagonista de la naranja mecánica novela de Anthony Burgess, publicada en 1962 y adaptada por Stanley Kubrick en la película homónima aparecida en 1971. También critica a cantantes y grupos musicales como los rolling stones por canciones en donde se glorifica la violencia contra las mujeres

### Capítulo 10: Víctimas: el escenario.
En el capítulo 10 Brownmiller examina el porqué se ha difundido la idea de que las mujeres quieren en el fondo ser violadas, y por supuesto lo refuta, examinando aquel lugar común según el cual es imposible “violar a una mujer contra su voluntad”. Más adelante la autora critica la obra de la madre de la filosofía del objetivismo Ayn Rand y a la psiconalista Helene Deutsch, a quienes califica de traidoras a su propio sexo. Muchas mujeres han sido continuadoras y divulgadores del ideal masculino de mujer sufrida, en ese camino cuestiona a Anaïs Nin, aunque afirma que muchos de sus pensamientos los dictaba su primer mentor el psicoanalista Otto Rank, lo propio hace con la existencia de la novelista y poetisa norteamericana Sylvia Plath.
Ejemplifica a Judit como una mujer fuerte reducida a un rol menor en la Biblia porque los hombres se sienten poco cómodos con ella. El hombre sueña con una mujer débil y pasiva, por la misma razón se asume que hay un contexto ideal de violación, y sólo se atiende a los detalles escabrosos cuando la víctima de una violación es una mujer hermosa y rubia de preferencia.

### Capítulo 11: Víctimas: el crimen.
En este capítulo Brownmiller desmiente falacias comúnmente aceptadas como el que el comportamiento de las víctimas de violación potencie dichos sucesos, con gran cantidad de testimonios, la autora demuestra cómo, ante la sospecha de falsedad en la acusación de la mujer llevada ante los tribunales, los jurados masculinos tendían a sobreseer los cargos y declarar la inocencia por una solidaridad de género. Negando el albedrío a la mujer cuando esta tenía contacto previo con su ofensor con besos, caricias, etcétera, o cuando lo conocía con antelación, sentencia que se tiende a negarle la posibilidad de decidir sobre su cuerpo, y acaba siendo culpada sin atenuantes por una sociedad que piensa que en estos casos, la mujer obtuvo lo que se merecía por “buscona”.

### Capítulo 12: Las mujeres se resisten.
En el capítulo final tras recordarnos que infinidad de legislaciones parecen escritas por quienes olvidan que si bien las leyes de violación continuaron evolucionando, nunca se libraron del concepto inicial según el cual: “la violación era en primer lugar y sobre todo una violación de los derechos de posesión del macho, basados en las exigencias masculinas de virginidad, castidad y consentimiento al acceso privado, como contribución femenina al contrato marital”. Todo eso fundamenta la dependencia económica, y es inevitable el paralelo entre violar a la esposa y violar a la esclava. Brownmiller es tajante, al demostrar que las policías mujeres creen más en la palabra de las mujeres, de esta suerte, el proceso de erradicación total de la violación presupone revaluar los roles de las figuras de autoridad (jueces, médicos, policías y religiosos) a las cuales la mujer violada debe recurrir al sobrevenir el ataque. Sólo si todo es compartido cincuenta y cincuenta por ciento, será posible disminuir al máximo un flagelo sobre el cual la tradición patriarcal imponía un velo de silencio. 
La autora se muestra crítica con la pornografía y la prostitución, escribe "Cuando los jóvenes se enteran de que las mujeres se pueden comprar por un precio ¿cómo no deberían concluir que lo que se puede comprar también se puede tomar sin la cortesía de un intercambio monetario?". Aboga también la autora porque las mujeres tengan desde la “infancia un entrenamiento sistemático de autodefensa” y un mayor interés en las prácticas deportivas. En el mensaje final del libro dice que su propósito “ha sido dar a la violación su historia. Ahora debemos negarle un futuro'.

## Recepción
Algunos atribuyen a Against Our Will el cambio de las perspectivas y actitudes públicas sobre la violación.  Se cita por haber influido en los cambios en la ley con respecto a la violación, como los códigos penales estatales que requerían un testigo corroborante de una violación y que permitían al abogado del acusado presentar pruebas en el tribunal sobre la historia sexual previa de la víctima. Mary Ellen Gale escribió en The New York Times Book Review que Against Our Will "merece un lugar en el estante junto a esos libros raros sobre problemas sociales que nos obligan a hacer conexiones que hemos evadido durante demasiado tiempo, y cambiar la forma en que sentimos acerca de lo que sabemos". Fue incluido en la categoría "Mujeres en ascenso" de los Libros del siglo de la Biblioteca Pública de Nueva York.  El crítico Christopher Lehmann-Haupt le dio al libro una crítica en su mayoría positiva en The New York Times, señalando que Brownmiller "organizó una enorme cantidad de información en una herramienta multipropósito" que proporcionó un programa para modernizar las leyes sobre violación mientras consideraba el tratamiento de violación en la guerra demasiado detallado y adormecedor.
Otros han adoptado una visión más crítica de la obra. El erudito gay John Lauritsen descartó Against Our Will, calificándolo de "un trabajo de mala calidad de principio a fin: ridículamente inexacto, reaccionario, deshonesto y vulgarmente escrito". La profesora Angela Davis argumentó que Brownmiller ignoró el papel que las mujeres negras jugaron en el movimiento contra los linchamientos y que la discusión de Brownmiller sobre la violación y la raza se convirtió en una "asociación irreflexiva que bordea el racismo", y alimento el estereotipo del violador negro.
La escritora Bell hooks admite que Brownmiller "consigue convencer a los lectores de que los hombres blancos asaltaron brutalmente a las mujeres negras durante la esclavitud", pero continúa argumentando que ubicar este abuso de manera segura en el pasado histórico niega efectivamente las formas en que este reparto de mujeres negras como prostitutas continúa hoy en día.  Las conclusiones de Brownmiller sobre las motivaciones de los violadores han sido criticadas por el antropólogo Donald Symons en The Evolution of Human Sexuality (1979), y por Randy Thornhill y Craig T. Palmer en A Natural History of Rape (2000). El historiador Peter Gay escribió que Against Our Will "merece un lugar de honor entre las discusiones feministas (con razón) indignadas" sobre la violación, pero que el trato de Brownmiller a Sigmund Freud es injusto.
El académico y escritor Stevi Jackson dice que "si bien se critica a Brownmiller por supuestos argumentos esencialistas, que asume una propensión universal masculina a la violación, que los hombres violan porque tienen la capacidad biológica para hacerlo". Sin embargo dice Jackson, que en el libro, Brownmiller proporciona abundantes argumentos para ver la violación como un acto social, "un problema social que resulta de una filosofía masculina distorsionada de la agresión". Jackson insiste que Brownmiller, a lo largo del libro, "sugiere más bien, que la violación está respaldada por factores ideológicos y culturales, que los hombres aprenden a violar en una cultura que trata la sexualidad de las mujeres como una mercancía que se puede comprar, vender o apoderarse por la fuerza."
La crítica Camille Paglia llamó a Against Our Will bien intencionado, pero sin embargo lo descartó como un ejemplo de "las limitaciones de los supuestos de la clase media blanca para comprender los estados o actos emocionales extremos". El ecologista del comportamiento John Alcock escribe que, si bien Brownmiller afirmó que ningún zoólogo había observado jamás a animales violando en su hábitat natural, ya había "amplia evidencia" de cópulas forzadas entre animales en 1975, y que se ha acumulado más evidencia desde entonces.